# 竹核镇
竹核镇，原为竹核乡，是中华人民共和国四川省凉山彝族自治州昭觉县下辖的一个乡镇级行政单位。2021年1月12日，撤销竹核乡、阿并洛古乡和色底乡，设立竹核镇。以原阿并洛古乡瓦一拖村、尔古村、吾合村和原竹核乡大温泉村、尼日村、热口村、木渣洛村、拉牙村、火洛村及原色底乡马母乃妥村所属行政区域为竹核镇的行政区域；原竹核乡莫洛村、瓦拖村所属行政区域为城北镇的行政区域；。

## 行政区划
竹核镇下辖以下地区：
尼惹村、火洛以打村、大温泉村、热口哪打村、莫洛村、拉牙村、母渣洛村和瓦拖村。